# Myrstacksspindel
Myrstacksspindel (Mastigusa arietina) är en spindelart som först beskrevs av Tord Tamerlan Teodor Thorell 1871.  Myrstacksspindel ingår i släktet Mastigusa och familjen kardarspindlar. Arten är reproducerande i Sverige. Inga underarter finns listade i Catalogue of Life.